# Korona
För andra betydelser, se Korona (olika betydelser).

På denna bild från en solförmörkelse (1999) syns koronan väl

Koronan är solens yttersta atmosfär som syns som bäst vid en total solförmörkelse. Den är extremt varm och har en temperatur på över 1 000 000° C, vilket upptäcktes av Bengt Edlén 1941 när han jämförde koronans spektrallinjer med spektrallinjer som emitterades från ämnen i en högspänningsgnista. Temperaturen kan jämföras med solens synliga "yta", fotosfären, som är mindre än 6 000° C.
Att fotosfären syns bättre än koronan beror på att koronans densitet är lägre. Man vet inte säkert på vilket sätt koronan värms upp, men en trolig teori är uppvärmning genom induktion från solens magnetfält och tryckvågor underifrån. Utkanterna av koronan försvinner hela tiden ut i rymden som solvind.
Solens aktivitet varierar, och under perioder av låg aktivitet samlas koronan mer eller mindre runt solens ekvator och vid polerna uppstår "korona-hål". Vid hög aktivitet är koronan jämnt utbredd runt hela solen, men den största aktiviteten sker vid solfläckarna.
Ibland skjuts enorma mängder av koronans material ut från solen med en hastighet av upp till mer än tolv miljoner km/h. Detta kallas koronamassutkastningar. 

## Koronaurladdning (i kraftledning)
Med koronaurladdning avses då elektroner joniserar luften kring en elektrisk ledning för högspänning.